# Јоруба (језик)
Јоруба (Јор. èdè Yorùbá) је језик који се говори у западној Африци. Главни језик људи из Ојо царства и Бенинског царства био је извезен у заједницу дуж западноафричке обале до Либерије, путем трговинске и војне експанзије те две империје (Ојо и Бенин).
Јоруба припада гранама јорубоидних језика Бенуе-конго језика. Број говорника Јоруба се приближава 30 милиона. То је полицентрички језик који се углавном говори у Бенину и Нигерији, са заједницама у Сијера Леонеу, Либерији, другим деловима Африке, Америке и Европе. Не-вернакуларни остаци језика, Луцуми, је литургијски језик Сантеријеве религије Кариба. Многе јорубанске речи користе се у афро-бразилској религији позната под именом Кандомбле. Јоруба се такође користи у многим другим афро-америчким религијама у Америци и на Карибима. Јоруба је најближе повезана са Ицекири језиком (говори се у Делти Нигера) и Игали езика који говори око 800.000 људи у централној Нигерији.

## Класификација
Јоруба језик је члан јорубоидне групе Бенуе-конго језика, огранка породице Нигер-Конго.

## Историја
Јоруба је класификован међу језике Едекири, који заједно са Ицекири и изолатом Игала формирају јорубоидну групу језика унутар огранка Волта-Нигера породице Нигер-Конго. Лингвистичко јединство породице Нигер-Конго датира у дубоку праисторију, процене пре око 15.000 година (крај Горњег Палеолита). У данашњој Нигерији, процењује се да има више од 40 милиона говорника јооруба језика, као основног и средњег језика, као и неколико других милиона говорника изван Нигерије, чинећи га најпопуларнијим афричким језиком изван Африке.
Према усменој традицији Одудува, син врховног Јоруба бога Олудумаре, је праотац Јоруба. Иако имају заједничку историју, заједнички назив за децу Одудува се није појавио до друге половине 19. века. Пре укидања трговине робљем, јоруба језик, језик слободних робова из Фритауна, био је познат Европљанима као Аку, име које је добило од прве речи поздрава Ẹ kú àárọ (добро јутро) и Ẹ kú alẹ (добро вече). Касније је примењено име у Јариба или Јоруба, и у почетку је ограничено на краљевство Ојо. Име се користило код Хауса; њихово порекло је нејасно. Под утицајем Јорубе Самуела Ајаи Кровтера, првог епископа западне Африке и првог бискупа Енглеске цркве, као и каснијих мисионара и због развоја писаног јоруба језика, име Јоруба проширено је све јорубске дијалекате.
Тек се 1819. појавила прва штампа на Јоруба дијалекту, уски речника Бовдика, енглеског дипломате у Ашанти царству. Ово је релативно касно за тако распрострањен језик као што је јоруба (Акански, 1602 ;. Еве, 1658) и то се може приписати чињеници да пре 19. века, готово ниједна европска трговина није одржавана на Јоруба обали. Језичка истраживања коришћењем метода компаративне лингвистике, глотохронологије, дијалектологије и других дисциплина - узимајући у обзир традиционалне усмене историјске изворе и археолошке налазе - допринела је до расветљавање историје јоруба и њиховог језику пре тог времена. На пример, на северозападни Јоруба дијалекат показује више језичких иновација. Заједно са чињеницом да југоисточне и централне јоруба средине генерално имају старија насеља, ово указује да су северозападне области касније насељене.